# 安乃近
安乃近（钠盐中文通用名，译自斯拉夫国家商品名），西方通用名美他米唑（metamizole, INN）或迪派隆（dipyrone），日韩通用名（, ; JAN），是一种镇痛药、解痙藥和退烧药。它最常通过口服或静脉输注给药。它属于4-氨基安替比林磺酸酯家族的药物，1920年被德国霍伊斯特公司公司合成，1922年获得专利、开始批量生产。美他米唑在市场上有各种商品名。它首次在德国以“Novalgin”品牌名称用于医疗，后来在斯拉夫国家和印度广为人知，名为“Antalgin”。
安乃近的销售在一些司法管辖区受到限制，这是在20世纪70年代的研究将其与严重不良反应（包括粒细胞缺乏症）相关联后实施的。更新的研究对此判断提出异议，声称它比其他镇痛药更安全。2021年巴西的一篇回顾性综述认为，安乃近被禁是因为结构类似氨基比林被波及到，当时并没有表示安乃近特别有害的证据。安乃近在许多国家很受欢迎，在这些国家它通常作为非处方药销售。

## 适应症
用于发热，各种疼痛，如关节疼，肌肉疼等。

## 不良反应
虽然安乃近是一种相对安全的药物，但它并非完全没有不良反应。
安乃近有潜在的血液相关毒性（血液病变），但比非甾体抗炎药引起的腎、循环系统和胃肠道毒性要小。像非甾体抗炎药一样，它可以触发支气管痉挛或严重过敏反应，尤其是在那些患有哮喘的人群中。
严重的副作用包括粒细胞缺乏症、再生不良性貧血、超敏反应（如严重过敏反应和支氣管痙攣）、中毒性表皮坏死松解症，它还可能诱发紫質症急性发作，因为它在化学结构上与磺酰胺类药物相关。粒细胞缺乏症的相对风险似乎根据对该发生率的估计国家而大不相同，对风险的看法也存在强烈分歧。遗传因素可能在安乃近敏感性中起着重要作用。有人认为某些人群比其他人群更容易受到安乃近引起的粒细胞缺乏症的影响。例如，与西班牙人相比，英国人群似乎更常发生安乃近相关的粒细胞缺乏症。欧洲药品管理局的一份评估报告指出，“诱导粒细胞缺乏症的潜力可能与所研究人群的遗传特征有关”。
2015年的一项荟萃分析得出结论，根据现有证据，“对于医院环境中的短期使用，与其他广泛使用的镇痛药相比，安乃近似乎是一个安全的选择”，但“结果受到所分析报告整体质量平庸的限制”。
2016年的一项系统综述发现，安乃近显著增加了上消化道出血的相對風險，增加了1.4–2.7倍。安乃近对肠绞痛的治疗效果归因于其镇痛特性，没有证据表明它干扰小肠或结肠蠕动。
该药物制造商之一进行的一项研究发现，治疗第一周内粒细胞缺乏症的风险为百万分之1.1，而双氯芬酸为百万分之5.9。
安乃近有肝毒性的潜力。

### 禁忌症
既往对安乃近或制剂中任何賦形劑（如乳糖）有超敏反应（如粒细胞缺乏症或严重过敏反应），急性紫質症，造血作用受损（如由于化学疗法药物治疗引起），妊娠第三期（可能对新生儿产生不良影响），哺乳期，体重低于16公斤的儿童，有阿司匹林诱发哮喘和其他对镇痛药超敏反应的病史。
2018年，欧洲药品管理局（EMA）审查了安乃近的安全性，并得出结论认为它对一般人群通常是安全的。然而，他们建议在妊娠第三期或哺乳期间不要使用，因为作为弱NSAID对胎儿或婴儿有腎功能衰竭或動脈導管的风险。

## 药理学
安乃近的确切作用机制尚不清楚，但人们认为安乃近通常通过抑制COX-3酶发挥作用，该酶负责在中樞神經系統（CNS）——大脑和脊髓中前列腺素的生物合成。前列腺素是在炎症、疼痛和发热中发挥作用的脂质化合物。通过抑制中枢神经系统中的COX-3酶，安乃近减少了前列腺素的产生，从而缓解疼痛、降低发热，并可能减轻炎症。激活内源性大麻素系统和阿片能系统也被认为在安乃近的镇痛作用中发挥作用。安乃近被归类为非典型非甾体抗炎药（NSAID）。与典型的非甾体抗炎药不同，安乃近表现出较弱或无抗炎特性（至少在治疗剂量下），但通过其在中枢神经系统中的作用具有强效镇痛效果：这种中枢作用使其区别于其他通常在外周发挥作用的非甾体抗炎药。安乃近对COX-1和COX-2的抑制作用比传统非甾体抗炎药对这些酶的抑制作用弱。
安乃近在肝脏中被代谢，通过N-去甲基化过程转化为活性代谢物。安乃近的作用机制被认为是通过其活性代谢物，特别是花生四烯酰-4-甲基氨基安替比林（ARA-4-MAA）和花生四烯酰-4-氨基安替比林（ARA-4-AA）发挥作用。这种作用机制和对乙酰氨基酚及其活性花生四烯酸代谢物AM404相似。CB1受体反向激动剂AM-251能够减少安乃近对抗强直和热疼痛的能力。另一项研究发现其抗痛觉过敏效应被CB2反向激动剂AM-630所逆转虽然它似乎能抑制由前列腺素特别是前列腺素E2引起的发热，安乃近似乎通过其代谢物产生治疗效果，特别是N-甲基-4-氨基安替比林（MAA）和4-氨基安替比林（AA），它们通过FAAH酶形成花生四烯酰-4-甲基氨基安替比林（ARA-4-MAA）和花生四烯酰-4-氨基安替比林（ARA-4-AA）。
安乃近可能诱导CYP2B6和CYP3A4酶。
| 代谢物                  | 缩写 | 是否生物活性？ | 药代动力学特性                                                            |
| ----------------------- | ---- | -------------- | ------------------------------------------------------------------------- |
| N-甲基-4-氨基安替比林   | MAA  | 是             | 生物利用度≈90%。血浆蛋白结合率：58%。以初始（口服）剂量的3±1%从尿液排出   |
| 4-氨基安替比林          | AA   | 是             | 生物利用度≈22.5%。血浆蛋白结合率：48%。以初始（口服）剂量的6±3%从尿液排出 |
| N-甲酰基-4-氨基安替比林 | FAA  | 否             | 血浆蛋白结合率：18%。以初始口服剂量的23±4%从尿液排出                      |
| N-乙酰基-4-氨基安替比林 | AAA  | 否             | 血浆蛋白结合率：14%。以初始口服剂量的26±8%从尿液排出                      |

## 化学合成
由氨基比林、甲醛和亚硫酸钠缩合得到。